# Hans Kluge

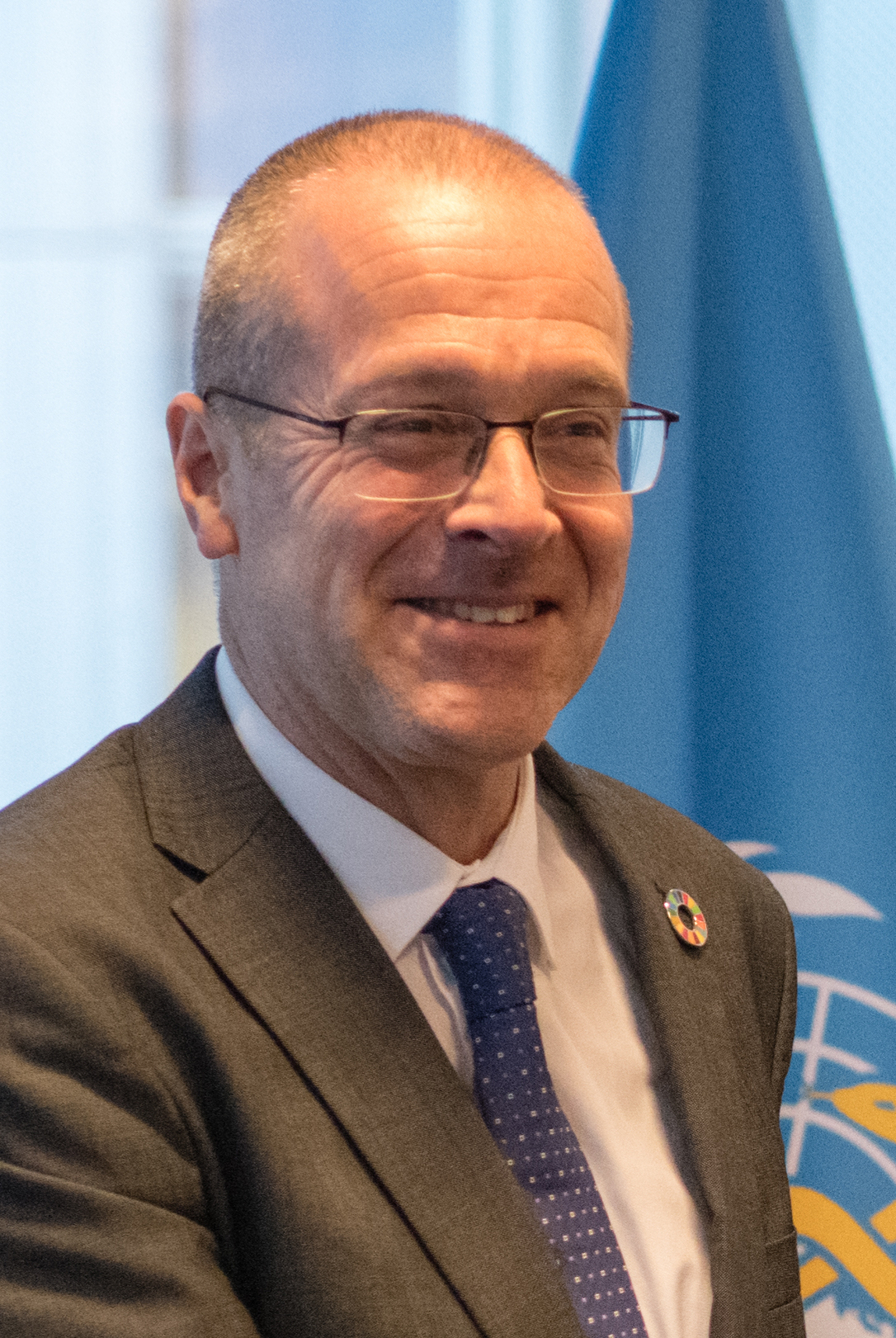
Hans Kluge in 2024

Hans Henri Kluge (Roeselare, 29 november 1968) is een Belgisch arts die op 1 februari 2020 tot regionaal directeur voor Europa is benoemd bij de Wereldgezondheidsorganisatie (WHO). Dat gebeurde na zijn benoeming door het Regionaal Comité voor Europa van de WHO en de benoeming door de Raad van Bestuur van de WHO.

## Biografie
Hij vervolledigde zijn middelbare schoolopleiding in 1986 aan het Klein Seminarie Roeselare. 
Hij volgde aan de Katholieke Universiteit Leuven de opleiding geneeskunde, chirurgie en verloskunde in 1994, alwaar hij lid was van het KVHV Leuven.  Hij vestigde zich dan als huisarts in België. Bij zijn benoeming had hij een 25-jaar lange ervaring in de medische praktijk en volksgezondheid in tal van gebieden in de wereld.

### Hans Kluge en het WHO-Europa
Hij was de enige van de zes kandidaten die, naast zijn moedertaal Nederlands, de vier officiële talen van het WHO spreekt: Frans, Duits, Engels en Russisch. Hij kwam ook als beste kandidaat uit de selectieproeven, met “excellent” als beoordeling. Kluges taak omvat het bewaken van de gezondheid van de Europeanen, samen met de gezondheidsministers van de 53 lidstaten.
De uitdagingen voor een duurzaam gezondheidsbeleid in Europa zijn onder meer:
- een toenemend aantal mensen met chronische en psychische aandoeningen en ziektes veroorzaakt door luchtvervuiling
- minder mensen laten zich vaccineren en verkeerd gebruik van antibiotica die antibioticaresistentie veroorzaakt
- een tekort aan verzorgingspersoneel dat een grensoverschrijdende aanpak vraagt
- steeds stijgende kosten voor geneesmiddelen

## Erkenning
Kluge ontving op 11 juli 2024 in het Errerahuis te Brussel het Ereteken van de Vlaamse Gemeenschap 2024, een orde van Verdienste van de Vlaamse Regering, voor zijn cruciale rol in de Europese aanpak van gezondheidscrisissen, en zijn inzet samen met de gezondheidsministers voor de gezondheid van de Europese burgers.